# Шарпланинська вівчарка

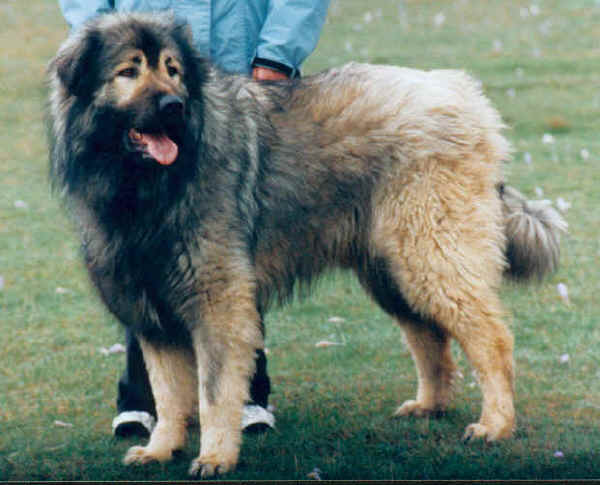
Шарпланинська вівчарка

Шарпланинська вівчарка (югославська вівчарка шарпланинець, македонська вівчарка, іллірійська вівчарка) (хорв. Jugoslovenski ovčarski pas Šarplaninac) — порода пастуших собак, що сформувалася на Балканському півострові. Використовується для охорони овечих стад на гірських пасовищах від хижаків, у ролі службової і сторожової собаки. Зображена на реверсі монети в 1 македонський денар.

## Історія породи
Свідчення того, що на території Балканського півострова в районі гір Шар-Планина, Корабі, Бистра, Стогово і долини Маврово з давніх часів мешкали собаки типу молосів, знайдені під час численних археологічних досліджень. Про походження цих собак є різні версії. Одні фахівці припускають, що великі кошлаті собаки прибули в ці краї з півночі разом з іллірійцями. Інші — що їхніх предків тибетських мастифів привезли зі східних походів війська Олександра Македонського або що предки цих собак прийшли з Малої Азії в незапам'ятні часи масових переселень народів. Місцева легенда свідчить, що шарпланинці ведуть свій рід від двох вовченят, вирощених і приручених молодим мисливцем.
Жителі цих місць традиційно займалися вівчарством і використовували собак для охорони стада від хижаків. Як зазвичай у гірських регіонах, місцеве поголів'я собак розвивалося відособлено і не змішувалося з іншими породами. В результаті сформувалася місцева порода пастушої собаки гірського типу, багато в чому схожа з іншими подібними породами.
Порода вперше зареєстрована в 1938 році під назвою іллірійська вівчарка (Міжнародної кінологічної федерації (FCI) в 1939. Після Другої світової війни кінологи Югославії доклали зусиль до розповсюдження, урбанізації та збільшення поголів'я вівчарок. 

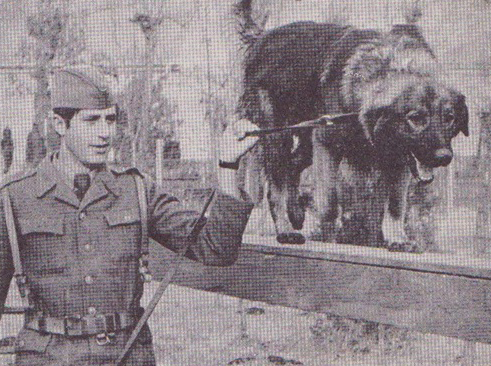
Службова підготовка шарпланинської вівчарки в Югославській армії.

У 1960—1990-х шарпланинські вівчарки використовувалися в Югославській народній армії в ролі службових собак. Армійські розплідники зробили великий внесок у збереження і розвиток породи. Протягом довгого часу вивезення шарпланинців за межі Югославії було заборонено. Вперше шарпланинська вівчарка продана за кордон у 1970 році. Нині шарпланинців розводять у США, Канаді, Франції.
У породі традиційно існували два різновиди: більш високорослі, поширені в районі Шар-Планини, і менш високорослі, що мешкають в районі плато Карст. Наприкінці 1950-х МКФ рекомендувала Югославському кінологічному союзу виділити ці різновиди як різні породи. З 1957 року шарпланинська вівчарка має нову офіційну назву: югославська вівчарка — шарпланинець. У 1969 році в ролі окремої породи визнана і Крашська вівчарка, відтоді два різновиди іллірійської вівчарки розвиваються незалежно один від одного. Чинний стандарт шарпланинської вівчарки затверджено МКФ у 1970 році.
У Македонії шарпланинець вважається символом вірності і сили. Зображення шарпланинської вівчарки розміщено на реверсі монети номіналом в 1 македонський денар зразка 1992 року.

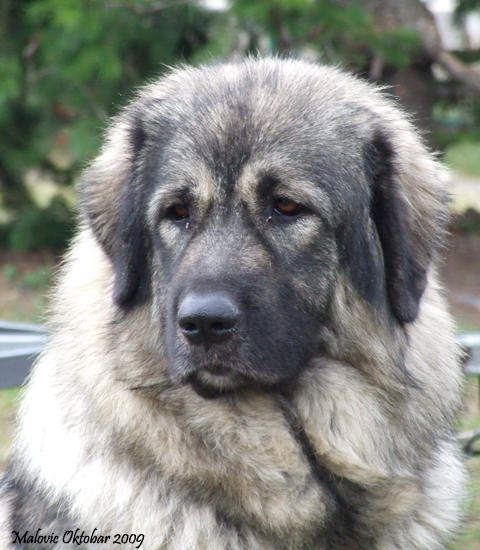

## Зовнішній вигляд
Шарпланинська вівчарка — велика, сильна, пропорційно складена собака з густою довгою шерстю, що підкреслює міцну статуру. Довжина корпусу дещо перевищує висоту собаки в холці. Голова широка, висячі вуха трикутної форми покриті щільною короткою шерстю. Очі мигдалеподібні, не дуже великі, темно- або світло-коричневі. Мочка носа велика і чорна, морда широка, пряма. Хвіст довгий, шаблеподібний, покритий багатою шерстю, в спокійному стані вільно опущений. Спина пряма, а у собак, що живуть у горах, круп буває вище холки. Ноги міцні, лапи овальні, прибулі пальці зустрічаються рідко і зазвичай видаляються. Шерсть на корпусі і ногах густа, довга, з тонким щільним підшерстям. Забарвлення суцільне, буває від білого до темно-коричневого, майже чорного, найкраще сіро-сталеве і темно-сіре. Верхня частина голови і корпуса більш темного відтінку, ніж живіт, кінцівки. Зустрічаються невеликі білі плями на ногах, грудях і кінці хвоста, але для чистопородних собак білі плями вважаються недоліком.

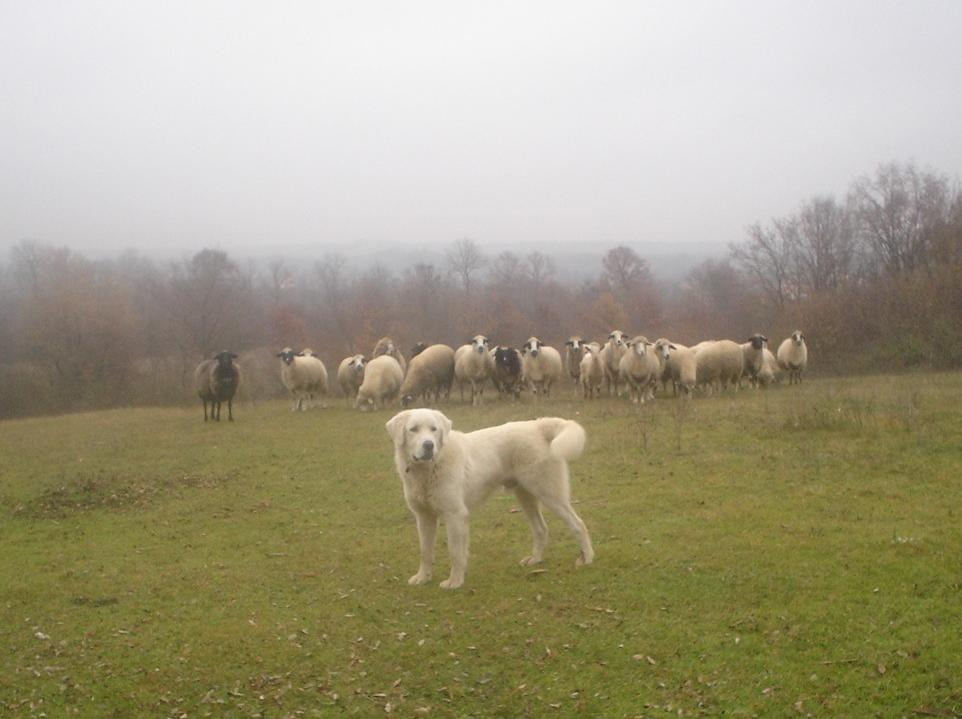
Шарпланинець зі стадом

## Темперамент і використання
Шарпланинці й у наші дні широко використовуються для охорони стад у гірській місцевості як у країні походження, так і в США. На відміну від більшості пастуших собак, що спеціалізуються або на випасанні, або на охороні стада, шарпланинці універсальні і виконують функції як сторожового, так і скотогонного собаки. З овечим стадом зазвичай працюють два собаки, які з раннього віку постійно перебували з цими вівцями. Собаки працюють на відстані від людини і тому схильні до самостійності. Хоча зазвичай це спокійні собаки, на небезпеку реагують миттєво й абсолютно безстрашні, так що можуть нападати і на вовка, і на ведмедя.
Шарпланинці, як і багато великих собак, дорослішають пізно: фізично формуються приблизно до 2,5-річного віку, психологічно — до 4-річного. Собаки вірні одному господареві, але люблять і захищають всіх членів сім'ї. До сторонніх людей недовірливі й підозрілі. Собаки цієї породи не призначені для життя в місті, потребують великих просторів і свободи. Дуже схильні до роботи й сумують без неї, тому ліпше почуваються в господарствах, які володіють домашніми тваринами.

## Здоров'я
Як у багатьох великих порід, і особливо в молосів, у шарпланинських вівчарок часто трапляється дисплазія кульшового суглоба: 1976 року частка хворих собак становила 25 відсотків. Дані про присутність в генотипі породи спадкової дисплазії підтверджує і Паджетт.